# تریکلن
ترکلون (به فرانسوی: Tréclun) یک کمون در فرانسه است که در Canton of Auxonne واقع شده‌است.

## خصوصیات
ترکلون ۵٫۶۸ کیلومترمربع مساحت و ۳۲۶ نفر جمعیت دارد و ۱۸۸ متر بالاتر از سطح دریا واقع شده‌است.